# Aleksandrów Kujawski (stacja kolejowa)
Aleksandrów Kujawski – dworzec i stacja kolejowa w Polsce w Aleksandrowie Kujawskim, w województwie kujawsko-pomorskim,  otwarta w 1862 roku. Zatrzymują się tu wszystkie pociągi osobowe, pospieszne i niektóre ekspresowe.

## Ruch pasażerski
| Rok  | Wymiana pasażerska na dobę |
| ---- | -------------------------- |
| 2017 | 1 300                      |
| 2022 | 1 200                      |
| 2023 | 1 500                      |

## Położenie
Stacja położona jest w centralnej części miasta przy ulicy Wojska Polskiego. W pobliżu stacji znajduje się postój taksówek oraz stanowiska autobusowe, ponieważ budynek dworca pełni również funkcję dworca autobusowego. Przez stację przebiega linia kolejowa nr 18 oraz rozpoczyna się nieczynna linia nr 245.

## Historia
Stacja kolejowa w Aleksandrowie Kujawskim powstała w 1862 roku dla nowo zbudowanej Kolei Warszawsko-Bydgoskiej, jako stacja graniczna między zaborem pruskim i rosyjskim. Stacja miała duże znaczenie, gdyż była jedną z niewielu stacji granicznych pomiędzy Prusami a Rosją (najbliższe stacje graniczne znajdowały się w Mławie i Skalmierzycach). 28 czerwca 1867 po otwarciu linii do Ciechocinka Aleksandrów Kujawski stał się węzłem kolejowym. W 1879 na dworcu miało miejsce spotkanie cesarza Wilhelma I i cesarza Aleksandra II.
W 1920 wyniku postanowień traktatu wersalskiego zmieniono przebieg granic, co spowodowało, że Aleksandrów przestał być stacją graniczną. Przebiegająca przez miasto linia Kutno - Tczew stała się jedną z najważniejszych linii w Polsce, gdyż do wybudowania magistrali węglowej kierowano na nią ciężkie wahadła węgla ze Śląska do portu w Gdańsku, a potem również w Gdyni. Duży ruch towarowy spowodował, że podjęto decyzje o przebudowie linii na dwutorową, co spowodowało przebudowę układu torowego stacji. Prace ukończono 16 stycznia 1937 roku. W tym czasie budynek dworca, który był zbudowany jako przejście graniczne, był zbyt duży do nowej roli.

## Pociągi
Przez stację przejeżdżają (z postojem) pociągi osobowe przewoźnika Polregio, pospieszne i niektóre ekspresowe PKP Intercity jadące linią Bydgoszcz - Kutno. Ze stacji odjeżdżały również pociągi REGIO do Ciechocinka. W okresie 21 czerwca - 28 września 2014 przewoźnik Arriva RP wznowił połączenia do Ciechocinka w soboty, niedziele i święta.
Stacja obsługuje również składy towarowe wielu operatorów takich jak m.in. PKP Cargo, CTL Logistics, STK, DB Schenker Rail Polska, Orlen Koltrans, Lotos Kolej, Transchem Sp. z o.o. jadące do stacji Toruń Towarowy TRB i Bydgoszcz Wschód Towarowa oraz Włocławek Brzezie, obsługującej pobliski zakład Anwil S.A.

## Infrastruktura

### Budynek dworca
Zespół dworca kolejowego jest wpisany do rejestru zabytków. Oprócz budynku samego dworca w jego skład wchodzi wieża ciśnień z 1895 i 3 domy mieszkalne przy ul. Wojska Polskiego 8, 10 i 14 z lat 1893–1895.

### Perony
Na terenie stacji znajdują się 2 perony, w tym 1 wyspowy (peron nr 1)
- Peron 1 (niski) (wyspowy)
- Peron 2 (niski)

### Pozostałe budynki
Niedaleko budynku dworca obok peronu 2 znajduje się dwuzbiornikowa wieża ciśnień z czerwonej cegły z 1895 roku. Do kompleksu dworca należał także budynek przy ul. Wojska Polskiego 8, gdzie znajdował się „Dom pracowników kolei nr 1.” Obecnie budynek wykorzystywany jest jako budynek socjalny.

## Galeria

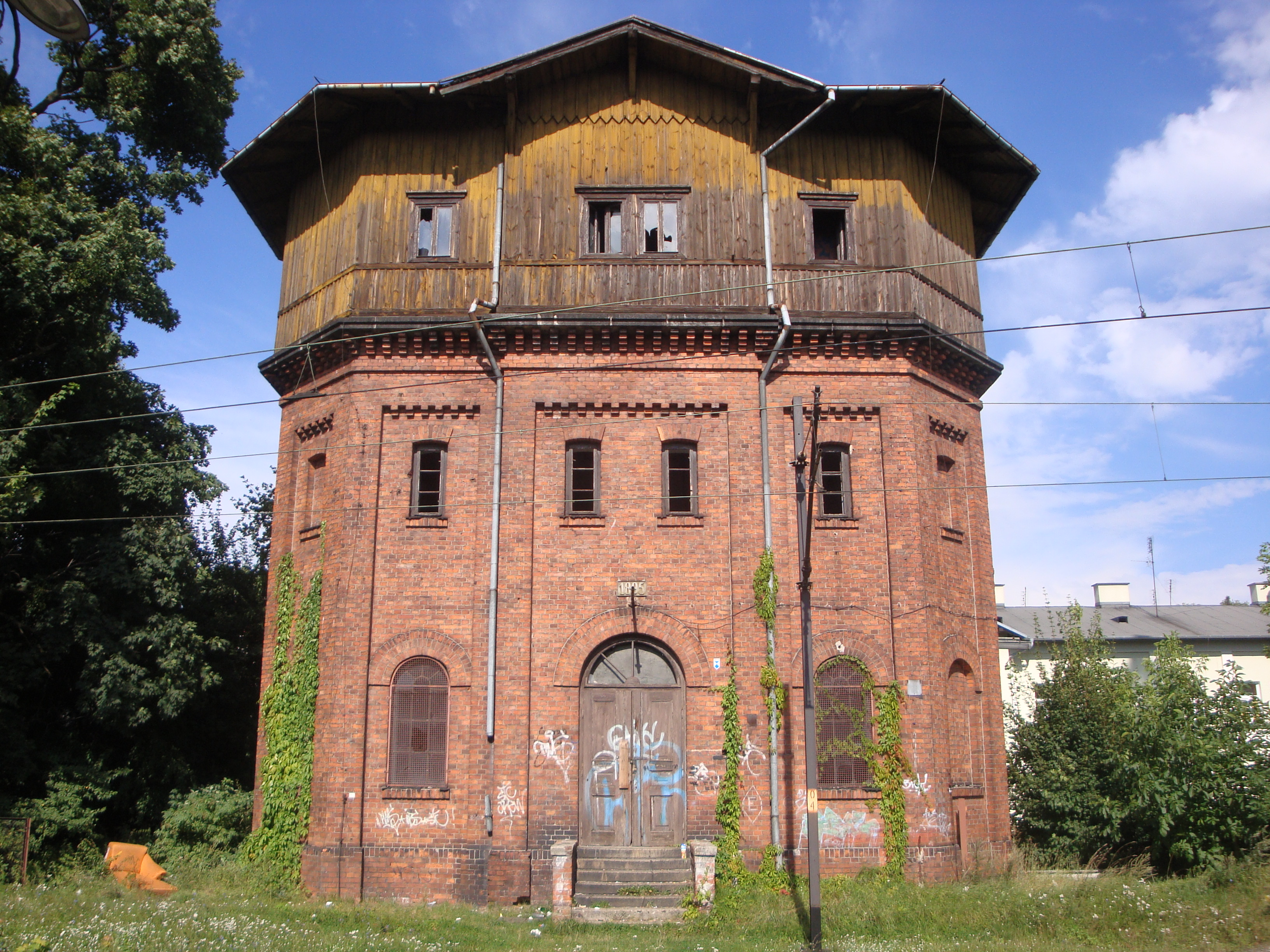
Wieża ciśnień
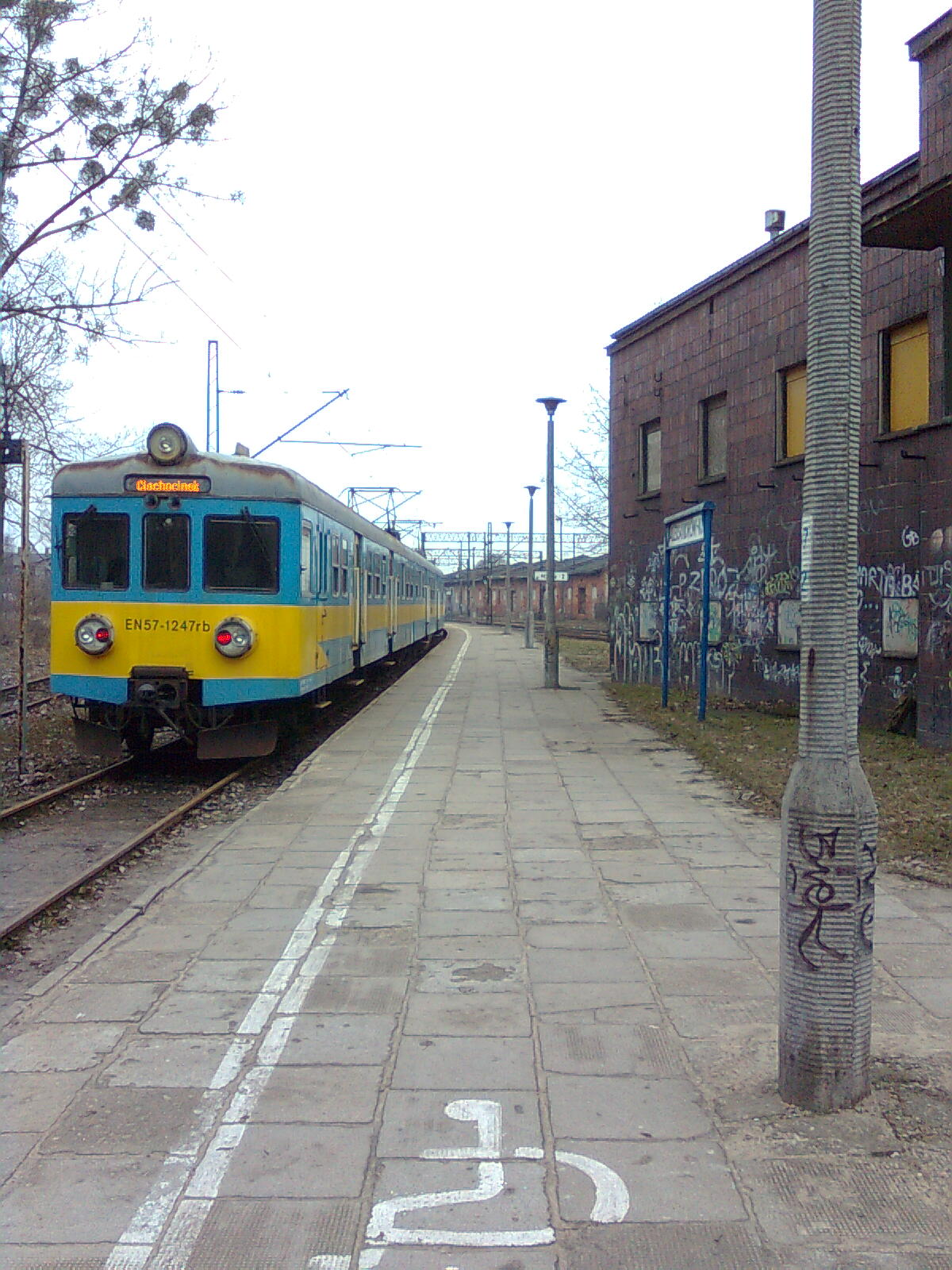
Pociąg do Ciechocinka przy peronie 2
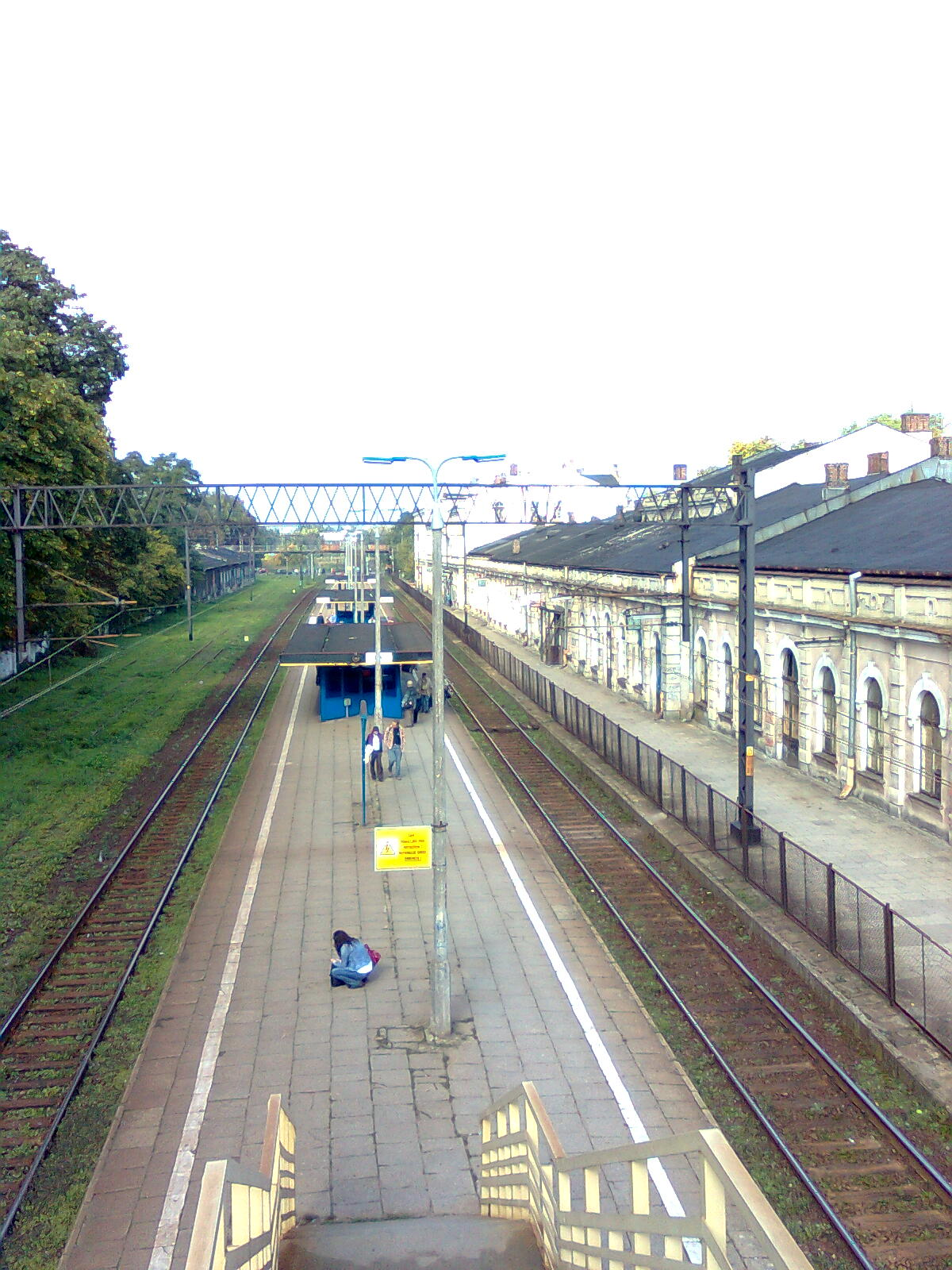
Widok z kładki na peron 1